# Narodni park Mago
Narodni park Mago je narodni park v Etiopiji v regiji Regionalna država Južne Etiopije, približno 782 kilometrov južno od Adis Abebe in severno od velikega 90° ovinka reke Omo. 2162 kvadratnih kilometrov tega parka delita reka Mago, pritok Oma, na dva dela. Na zahodu je naravni rezervat Tama, z reko Tama, ki določa mejo med obema. Na jugu je nadzorovano lovišče Murle, ki ga odlikuje jezero Dipa, ki se razteza vzdolž leve strani spodnjega Oma. Pisarna parka je 115 kilometrov severno od Omorate in 26 kilometrov jugozahodno od Džinke. Vse ceste do in iz parka so neasfaltirane.

## Opis
Narodni park Mago je bil ustanovljen leta 1979, zaradi česar je najnovejši izmed številnih etiopskih narodnih parkov. Njegova najvišja točka je gora Mago (2528 metrov). Glavna okolja v in okoli parka so reke in rečni gozdovi, mokrišča vzdolž spodnjega toka Mago in okoli jezera Dipa, različna travišča na ravnih območjih in grmičevje na pobočjih hribov. Odprto travinje obsega približno 9 % površine parka. Največja drevesa najdemo v rečnih gozdovih poleg Oma, Maga in Nerija.
V tem parku so glavni biomi ali reliefne oblike savana, akacije, grmičevje in tudi gozdovi.

## Živalstvo
Narodni park Mago nudi zaščito 74 vrstam sesalcev in 237 vrstam ptic. V ekosistemu parka najdemo tudi najmanj 10 vrst plazilcev in 14 vrst rib.
Življenje avtohtonih ptic vključuje izredno neobičajnega mračnega blebetača (Turdoides tenebrosus), zlasti ob jezeru Dipa, črnega ščinkavca (Estrilda troglodytes) v travi ob potokih in ob robovih močvirij, vijoličastega kovčka (Phoeniculus damarensis), male sultanke (Porphyrio alleni), progasta čaplja (Butorides striatus) tudi pri jezeru Dipa, v rečnih okoljih pa egipčanski šopek (Pluvianus aegypticus), Scotopelia peli in snežnoglavi robin-chat (Cossypha niveicapilla).
Druge živali, ki jih je zanimivo najti, so lev, leopard, levelovska kama, bajza, veliki povodni konj, kafrski bivol, gepard, žirafa, gerenuk, hijene, afriški hijenski pes, svinja bradavičarka, nilski krokodil, zebra in afriški slon.
V narodnem parku so bile ugotovljene različne stopnje poseganja v lesnate rastline, ki so bile v glavnem povezane z gašenjem požara.

## Domači prebivalci Maga
Morda najbolj znana atrakcija parka je ljudstvo Mursi, znano po prebadanju ustnic in vstavljanju diskov iz gline. Območja vzdolž spodnjega Oma (znotraj parka) so poseljena z bogato raznolikostjo etničnih skupin, vključno z ljudstvi Aari, Banna, Bongoso, Hamar, Karo, Kwegu, Male in Mursi.